# Broadstairs and St. Peters
Broadstairs and St. Peters es una parroquia civil del distrito de Thanet, en el condado de Kent (Inglaterra).

## Geografía
Según la Oficina Nacional de Estadística británica, Broadstairs and St. Peters tiene una superficie de 11,36 km².

## Demografía
Según el censo de 2001, Broadstairs and St. Peters tenía 24 370 habitantes (46,56% varones, 53,44% mujeres) y una densidad de población de 2145,25 hab/km². El 18,29% eran menores de 16 años, el 68,52% tenían entre 16 y 74 y el 13,19% eran mayores de 74. La media de edad era de 44,12 años. Del total de habitantes con 16 o más años, el 22,62% estaban solteros, el 56,64% casados y el 20,74% divorciados o viudos.
El 94,79% de los habitantes eran originarios del Reino Unido. El resto de países europeos englobaban al 1,92% de la población, mientras que el 3,29% había nacido en cualquier otro lugar. Según su grupo étnico, el 97,9% eran blancos, el 0,65% mestizos, el 0,73% asiáticos, el 0,13% negros, el 0,27% chinos y el 0,29% de cualquier otro. El cristianismo era profesado por el 75,28%, el budismo por el 0,29%, el hinduismo por el 0,34%, el judaísmo por el 0,27%, el islam por el 0,38%, el sijismo por el 0,06% y cualquier otra religión por el 0,45%. El 14,28% no eran religiosos y el 8,64% no marcaron ninguna opción en el censo.
9996 habitantes eran económicamente activos, 9507 de ellos (95,11%) empleados y 489 (4,89%) desempleados. Había 10 594 hogares con residentes, 435 vacíos y 338 eran alojamientos vacacionales o segundas residencias.